# تدوير البذور

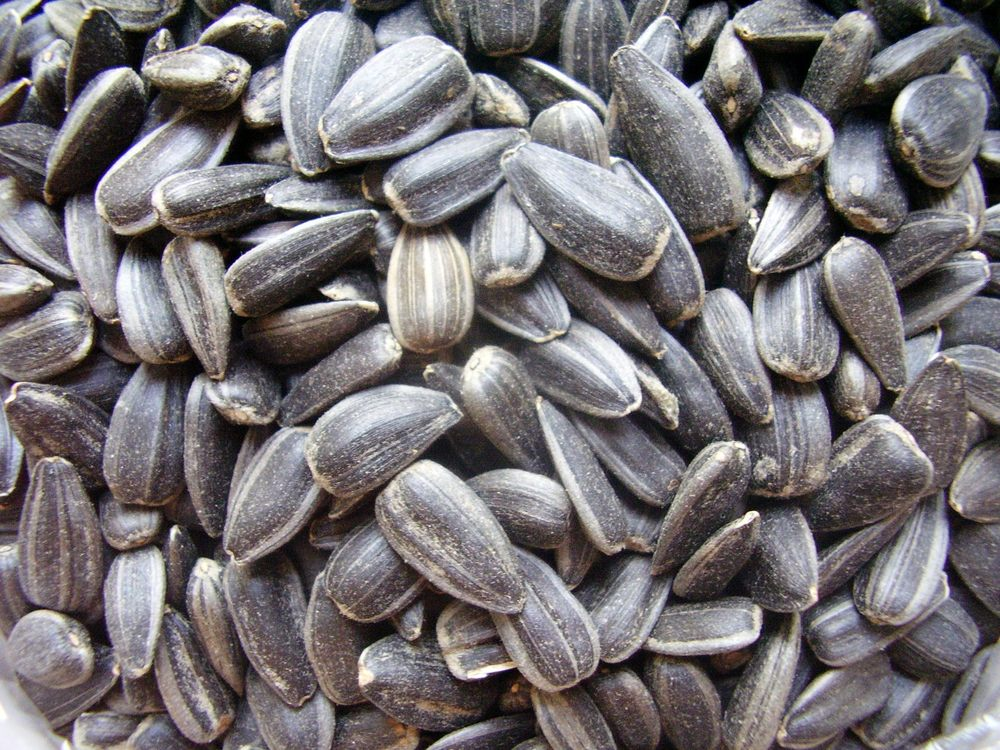
بعض النساء يأكلن بذور عباد الشمس في النصف الثاني من الدورة الشهرية ، على أمل أن يغير مستويات الهرمونات لديهن.

دورة البذور هو دوران البذور الصالحة للأكل في النظام الغذائي في أوقات مختلفة من الدورة الشهرية. يعتقد الممارسون أنه نظرًا لأن بعض البذور تشجع على إنتاج هرمون الاستروجين، بينما يعزز البعض الآخر إنتاج هرمون البروجسترون، فإن تناول هذه البذور في الأجزاء الصحيحة من الدورة الشهرية سيوازن بين الإيقاع الهرموني. حتى الآن لا يوجد أي دليل علمي يدعم الاعتقاد بأن تدوير البذور ينظم بالفعل الإيقاع الهرموني ،  ولكن هذه الممارسة غير ضارة على الأرجح.

## نظرة عامة

يتم تقسيم الدورة الشهرية للمرأة إلى أربع مراحل

يلاحظ دعاة تدويرالبذور أن الدورة الشهرية تنقسم إلى أربع مراحل مترابطة. المرحلة الأولى هي الحيض، تليها المرحلة الجرابية، ثم الإباضة، ثم المرحلة الصفرية. 
بافتراض أن مدة الدورة الشهرية 28 يومًا، تمثل الأيام الثلاثة عشر الأولى مرحلتي الحيض والجريب، في اليوم الأول عندما يبدأ الحيض. خلال اليوم الثالث عشر، يقترح نظام التدوير الغذائي استهلاك بذور الكتان أو اليقطين يوميًا لتعزيز الإستروجين، مما يساعد على دعم هذه المراحل والتحرك نحو الإباضة.
في المرحلة التالية، تمثل الأيام 14-28 المرحلة الإباضية ومرحلة الأصفر، مع الإباضة حوالي يوم 14.  تقترح حمية التدوير بالبذور بذور السمسم أو عباد الشمس لتعزيز هرمون البروجسترون في هذا الوقت، مما يؤدي إلى زيادة المساحة السطحية لامتصاص الأحماض الدهنية الأساسية والمعادن والمواد المغذية الأخرى. يعتمد هذه النظام الغذائي على الاعتقاد بأن معظم النساء لديهن دورة مدتها 28 يومًا. ومع ذلك، فقط 10-15 ٪ من النساء لديهم دورات 28-30 يوم. فمعظم النساء تختلف لديهن مدة الدورة الشهرية، أو تعمل لفترة أطول أو أقصر. بالنسبة للنساء المصابات بدورة غير منتظمة أو غائبة أو انقطاع الطمث أو ما بعد انقطاع الطمث، يقترح اتباع نظام تدوير البذور بدء دورة البذور مع أي أسبوعين، ثم الدوران المنتظم حولها.

## الابحاث والدراسات
يوجد حاليًا نقص في الأدلة العلمية القوية التي تدعم تناوب البذور بين مراحل الدورة الشهرية أو القمر والتي تؤثر بشكل مباشر على الاضطرابات الهرمونية. الفوائد المقترحة هي في معظمها بسبب تقارير القصص. 
دورة البذور لها متطلبات معينة فهي تأثيرات غير مباشرة على دورات الهرمونية النسائية، مثل متلازمة سابلقة الحيض PMS ، وأعراض سن اليأس. ومع ذلك، هناك الأبحاث التي تبين الفوائد المباشرة للمكونات الغذائية الموجودة في البذور الفردية، والكتان، واليقطين، وبذور السمسم وعباد الشمس، في تعزيز التوازن الهرموني.
على سبيل المثال، يبدو أن بذور الكتان هي الأكثر بحثًا ومفيدة. في دراسة، كانت النساء اللائي يتناولن ملعقة كبيرة من وجبة بذور الكتان يوميًا قادرين على إطالة المرحلة الصفرية، مما أدى إلى بضعة أشهر دون أي إباضة. بذور الكتان لها تأثير على نسبة هرمون البروجسترون - استراديول الطري. 
هناك نظرية أخرى لتناوب البذور، بدلاً من استهلاكها جميعًا في آن واحد، وهي المحتوى المعدني المختلف الذي قد يدعم المراحل الجرابية أو الصفرية. على سبيل المثال، خلال المرحلة الجرابية، هناك زيادة في الكالسيوم، في حين أن هناك زيادة في المغنيسيوم خلال المرحلة الصفراء.

## الاستقبال
لقد تم استقبال التدوير بالبذور بشكل كبير من قبل الصحافة، مع عناوين رئيسية مثل «هل يمكن لتدوير البذور أن يساعد حقًا في تحقيق التوازن بين هرموناتك؟» (في صحيفة التلغراف)  و «هل تستطيع تناول البذور موازنة الهرمونات لديك؟» (مدونة The Cut في مجلة نيويورك). وقد دعا هاجس من قبل التدبير الإداري الجيد .  ونقلت قص اختصاصي تغذية آبي لانغر قوله إن الغذاء ليس دواء، ولكن أن تدوير البذور قد يكون «عنصرا من المجدي لخطة العلاج» لعدم التوازن الهرموني، محذرا من أن صفات تدوير البذور باستخدام زيت زهرة الربيع يمكن أن تتفاعل بشكل خطير مع مضادات التخثر والتخدير.